# NGC 3139
NGC 3139 (również PGC 29583) – galaktyka soczewkowata (S0), znajdująca się w gwiazdozbiorze Hydry. Odkrył ją w 1886 roku Francis Leavenworth.